# Terebratulina hataiana
Terebratulina hataiana är en armfotingsart som beskrevs av Cooper 1973. Terebratulina hataiana ingår i släktet Terebratulina och familjen Cancellothyrididae. Inga underarter finns listade i Catalogue of Life.